# Višeslav (hrvaški knez)
Višeslav (v izvirnem zapisu Vuissasclavo), izmišljeni knežji vladar hrvaške države iz okrog leta 800. Po mnenju nekaterih naj bi bil prvi po imenu poznani hrvaški knez, ki je vladal pred knezom Borno.
Knez Višeslav je omenjen na tako imenovani Višeslavovi krstilnici, ki so jo nekoč datirali v čas okrog leta 800. Na krstilnici je ohranjen latinski zapis, ki govori o tem, da je krstilnico postavil neki prezbiter Ivan v času kneza Višeslava na čast Sv. Janezu Krstniku. Kasnejša paleografska in jezikovna analiza je pokazala, da krstilnica sploh ni mogla nastati pred 11. stoletjem. Poleg tega tudi ni razjasnjeno ali je bil omenjeni knez Višeslav sploh hrvaški plemič ali pa je bil le eden od plemičev iz sosednjih pokrajin.